# Apochinomma dacetonoides
Apochinomma dacetonoides là một loài nhện trong họ Corinnidae.
Loài này thuộc chi Apochinomma. Apochinomma dacetonoides được Cândido Firmino de Mello-Leitão miêu tả năm 1948.